# Jambean Kidul
Jambean Kidul is een bestuurslaag in het regentschap Pati van de provincie Midden-Java, Indonesië. Jambean Kidul telt 4804 inwoners (volkstelling 2010).